# Promachus melampygus
Promachus melampygus är en tvåvingeart som beskrevs av Wulp 1872. Promachus melampygus ingår i släktet Promachus och familjen rovflugor. Inga underarter finns listade i Catalogue of Life.